# François Beauchemin (hockey sur glace, 1996)
Pour les articles homonymes, voir François Beauchemin (hockey sur glace, 1980) et Beauchemin.
François Beauchemin (né le 25 janvier 1996 à Métis-sur-Mer, dans la province de Québec au Canada) est un joueur professionnel québécois de hockey sur glace. Il évolue au poste de ailier droit.

## Biographie

### Carrière en club
Il commence sa carrière en 2017 avec les Thunderbirds de Springfield dans la Ligue américaine de hockey.

## Statistiques

### En club
| Saison    | Équipe                      | Ligue |    | Saison régulière | Saison régulière | Saison régulière | Saison régulière | Saison régulière |   | Séries éliminatoires | Séries éliminatoires | Séries éliminatoires | Séries éliminatoires | Séries éliminatoires |
| Saison    | Équipe                      | Ligue | PJ | B                | A                | Pts              | Pun              | PJ               | B | A                    | Pts                  | Pun                  |                      |                      |
| 2012-2013 | Océanic de Rimouski         | LHJMQ | 2  | 1                | 0                | 1                | 0                | -                | - | -                    | -                    | -                    |                      |                      |
| 2013-2014 | Océanic de Rimouski         | LHJMQ | 46 | 2                | 7                | 9                | 23               | 9                | 2 | 0                    | 2                    | 10                   |                      |                      |
| 2014-2015 | Océanic de Rimouski         | LHJMQ | 56 | 8                | 14               | 22               | 49               | 19               | 0 | 4                    | 4                    | 24                   |                      |                      |
| 2015-2016 | Océanic de Rimouski         | LHJMQ | 32 | 3                | 7                | 10               | 32               | -                | - | -                    | -                    | -                    |                      |                      |
| 2015-2016 | Foreurs de Val-d'Or         | LHJMQ | 32 | 16               | 13               | 29               | 34               | 6                | 0 | 2                    | 2                    | 6                    |                      |                      |
| 2016-2017 | Foreurs de Val-d'Or         | LHJMQ | 39 | 27               | 28               | 55               | 44               | -                | - | -                    | -                    | -                    |                      |                      |
| 2016-2017 | Islanders de Charlottetown  | LHJMQ | 30 | 18               | 24               | 42               | 32               | 11               | 1 | 4                    | 5                    | 7                    |                      |                      |
| 2017-2018 | Thunderbirds de Springfield | LAH   | 31 | 5                | 4                | 9                | 28               | -                | - | -                    | -                    | -                    |                      |                      |
| 2017-2018 | Monarchs de Manchester      | ECHL  | 22 | 7                | 5                | 12               | 10               | -                | - | -                    | -                    | -                    |                      |                      |
| 2018-2019 | Beast de Brampton           | ECHL  | 27 | 7                | 9                | 16               | 10               | 6                | 2 | 1                    | 3                    | 6                    |                      |                      |
| 2018-2019 | Senators de Belleville      | LAH   | 40 | 4                | 2                | 6                | 26               | -                | - | -                    | -                    | -                    |                      |                      |
| 2019-2020 | Beast de Brampton           | ECHL  | 40 | 21               | 16               | 37               | 24               | -                | - | -                    | -                    | -                    |                      |                      |
| 2019-2020 | Senators de Belleville      | LAH   | 6  | 0                | 1                | 1                | 2                | -                | - | -                    | -                    | -                    |                      |                      |

## Trophées et distinstions

### Ligue de hockey junior majeur du Québec
- Il remporte la Coupe du président avec l'Océanic de Rimouski en 2014-2015.
- Champion de France avec les Dragons de Rouen en 2022-23